# باش-بایباکوو
باش-بایباکوو (انگلیسی: Bash-Baybakovo) یک شهرک در شهرستان میشکینسکی استان باشقیرستان کشور روسیه است.